# Westa
Westa is een Nederlandse tafeltennisvereniging uit Wessem. Het drong in haar geschiedenis zowel tot de eredivisie voor mannen (in september 1999) als voor vrouwen door. Het mannenteam werd in 2011 voor het eerst algeheel landskampioen (als Wijzenbeek Westa) en won in 2000 de nationale beker (als Arboned/Westa). De vrouwenploeg deed dat laatste in zowel 2005 als 2008 (als Bonnema/Westa).
De mannen van Westa werden in het seizoen 2010/11 algeheel landskampioen door in eerste instantie de najaarscompetitie te winnen. In de strijd om de algehele titel tegen voorjaarskampioen Li-Ning/Infinity Heerlen, wonnen Liu Qiang, Daan Sliepen en Martijn de Vries samen met 4-3 van Gudmundur Stephensen, Emilien Vanrossome en Li Jiao.
Bij de jeugd heeft Westa vier Nederlandse titels in het bezit. Deze werden allemaal behaald bij de jongens.
In het seizoen 1995/96 werd Sti/Westa Nederlands kampioen met Eric-Jan Ververs, Gyon IJpelaar, Michiel Janssen en Barry Brouns onder leiding van Jan Creemers. 
In het seizoen 1997/98 werd Arboned/Westa Nederlands kampioen met Michael Spiertz, Omid Khosravani, Mark Creemers en Cor Hartogs onder leiding van Jan Creemers.
In het seizoen 2003/04 werd Arboned/Westa Nederlands kampioen met Bob Franssen, Bart Schmitz, Joep Raemaekers, Vernon Perreira, Jorg Smeets en Wesly Wegman onder leiding van Rob van Lier.
In het seizoen 2008/09 werd OpenLine Westa Nederlands kampioen met Rino Alberts, Niels van Komen en Willy Zetsen onder leiding van Ger Zetsen.

## Europese wedstrijden
De Westa-mannen kwamen in september 2000 uit in de Europa Cup II tegen SKK El Nino (Praag, (3-1 verlies). De vrouwen kwamen in hetzelfde toernooi een maand later uit tegen STL List Medimurje (Kroatië, 3-0 verlies).
In 2001 moesten de Westa-mannen het in wederom de Europa Cup II afleggen tegen het Belgische Immo Mortsel (3-2). Drie maanden later versloegen de vrouwen het eveneens Belgische Belgische CTT Corenne met 3-1. Zij gingen enkele weken later uit het toernooi tegen het Russische Sdushor N 13 (3-0).
In de Europa Cup II van 2002 haakten de vrouwen als eerste af door op één dag wel te winnen van Royal Villette Charleroi, maar te verliezen van ASZ Academia (Polen) en Mladost Zagreb. De mannen versloegen daarentegen zowel Wiener Sportclub (Oostenrijk, Schaffhausen (Zwitserland) als Castel Gofreddo (Italië). In de volgende ronde versloegen de Wessemers Campa de Polo (Portugal), maar verloor het van ASV Pieve Emmanuel (Italië).
In 2003, 2004, 2005, 2006, 2007 en 2008 speelden zowel de Wessemse mannen als vrouwen opnieuw in de Europa Cup II, ook wel Nancy Evans Cup genoemd. Het bleef bij marginale successen en een duidelijke grensaanduiding tussen Nederlandse en Europese topteams.

## Selectiespelers
Onder meer de volgende spelers speelden minimaal één wedstrijd voor Westa in de eredivisie:
Mannen:
| - Bob Franssen - Michiel Janssen - Paul van de Leur - Liu Qiang | - Casper ter Lüün (Dutch Butterfly Team) - Vanja van Pol - Joep Raemaekers - Frank Rengenhart | - Daan Sliepen - Davy Vanvinckenroye - Eric-Jan Ververs - Martijn de Vries (1x NK) - Cosmin Stan - Jorg Smeets |

Vrouwen:
| - Alexandra Cano - Li Nan Sun - Liu Yuan - Linda Creemers - Pauline Henderickx - Femke Hermus | - Mirjam Hooman (4x NK) - Masako Nagashima - Carla Nouwen - Monique Posthuma - Yvette Smeets - Rianne Strik | - Tian Xing - Kapu Yu - Nicky Zetsen - Zhang Yu - Zhujn Chen |

- NK = Nederlands Kampioen enkelspel

## Nog een Westa
Er bestaat nog een tafeltennisvereniging genaamd Westa in het Gelderse Westervoort. Deze vereniging is vele malen kleiner dan Westa uit Wessem en speelt landelijk en Europees geen rol van betekenis. De vereniging telde op zeker moment wel één landelijk spelend jeugdteam.